# Haakla
Haakla – wieś w Estonii, prowincji Rapla, w gminie Kehtna.